# George Marshall (director)

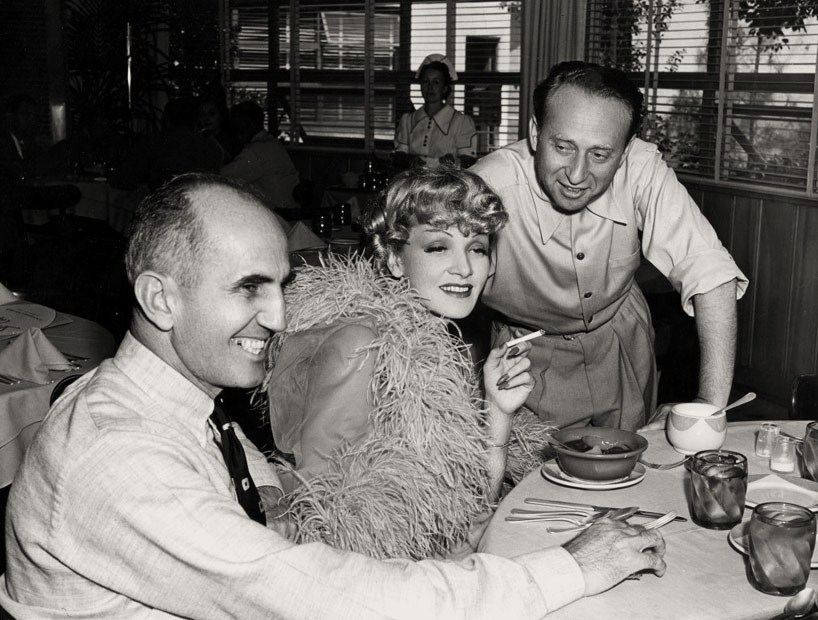
George Marshall, Marlène Dietrich i Joe Pasternak al rodatge de Destry Rides Again (1939)

George Marshall (Chicago, Illinois, 29 de desembre de 1891 − Los Angeles, Califòrnia, 17 de febrer de 1975) va ser un director i guionista estatunidenc.
Pocs films de Marshall són coneguts del gran públic, a excepció potser de Destry Rides Again, The Sheepman i La conquesta de l'Oest, que va codirigir amb John Ford, Henry Hathaway i Richard Thorpe, encarregant-se del segment del ferrocarril amb una famosa seqüència d'estampida.

## Biografia
Tot i que Marshall va treballar en gairebé tots els tipus de films imaginables, la seva carrera es va iniciar en l'època del cinema mut fent produccions de western, un gènere que mai no va abandonar completament. Tanmateix, ja avançada la seva trajectòria, va ser particularment requerit per realitzar comèdies. Així, va rodar mitja dotzena de pel·lícules amb Bob Hope i Jerry Lewis, a més de treballar amb W.C. Fields, Jackie Gleason i Will Rogers.
Director de prop de cent films, va ser president de la Screen Directors Guild de 1948 a 1950.
George Marshall va morir el 1975 a Los Angeles, Califòrnia, a causa d'una pneumònia. Va ser enterrat al Cementiri de Holy Cross, a Culver City, Califòrnia.
Per la seva contribució a la indústria cinematogràfica, George Marshall va obtenir una estrella al Passeig de la Fama de Hollywood, al número 7048 del Hollywood Boulevard.

## Filmografia (selecció)

### com a director

#### Cinema
- 1916: Across the Rio Grande
- 1917: Squaring I
- 1932: L'avi de la criatura (Pack up your troubles)
- 1933: Hip Action, curt amb W.C. Fields
- 1934: She Learned About Sailors
- 1934: Ever Since Eve
- 1935: Music Is Magic
- 1936: Message a Garcia
- 1937: Nancy Steele Is Missing!
- 1937: Love under Fire
- 1938: Així neix una fantasia (The Goldwyn Follies)
- 1939: Destry Rides Again
- 1939: You Can't Cheat an Honest Man
- 1940: When the Daltons Rode
- 1941: Texas
- 1942: Star Spangled Rhythm
- 1943: True to Life
- 1945: Murder, He Says
- 1945: La rossa dels cabells de foc (Incendiary Blonde)
- 1946: La dàlia blava (The Blue Dahlia)
- 1947: Les proeses de Paulina (The Perils of Pauline)
- 1947: La noia de varietats (Variety Girl)
- 1950: Fancy Pants
- 1950: Quina vida! (Never a Dull Moment)
- 1952: El salvatge (The Savage)
- 1953: El gran Houdini (Houdini)
- 1954: Red Garters
- 1954: Destry
- 1955: The Second Greatest Sex
- 1956: Més enllà de Mombasa (Beyond Mombasa)
- 1957: El recluta (The Sad Sack)
- 1957: The Guns of Fort Petticoat
- 1959: The Gazebo
- 1961: Plorar d'alegria (Cry for Happy)
- 1962: L'últim xantatge (The Happy Thieves)
- 1966: Quina equivocació tan ximple! (Boy, Did I Get a Wrong Number!)
- 1968: The Wicked Dreams of Paula Schultz
- 1969: El pescador pescat (Hook, Line and Sinker)

#### Televisió
- 1964 - 1968: Daniel Boone (3 episodis)
- 1966: Tarzan, episodi The Prisoner
- 1971: Sam Cade

### com a guionista
- 1915: And the Best Man Won
- 1916: Across the Rio Grande
- 1916: Love's Lariat
- 1916: A Woman's Eyes
- 1917: They Were Four
- 1917: Border Wolves
- 1917: Roped In
- 1917: The Raid
- 1917: Casey's Border Raid
- 1917: Swede Hearts
- 1917: Meet My Wife
- 1917: Double Suspicion
- 1917: Right of Way Casey
- 1917: Squaring It
- 1917: The Man from Montana
- 1918: Quick Triggers
- 1918: Naked Fists
- 1918: Beating the Limited
- 1919: The Gun Runners
- 1921: Why Trust Your Husband
- 1921: A Ridin' Romeo
- 1921: The Jolt
- 1930: Hey Diddle Diddle
- 1932: Big Dame Hunting
- 1933: Olsen's Big Moment
- 1934: Call It Luck
- 1936: Can This Be Dixie?

### com a actor

#### Cinema
- 1916: The Waiters' Ball
- 1916: The Code of the Mounted
- 1918: Beating the Limited
- 1932: The Soilers: cameo
- 1974: The Crazy World of Julius Vrooder: Corky

#### Televisió
- 1955: Cavalcade of America (1 episodi)
- 1969: Here's Lucy (1 episodi): Xèrif George
- 1975: Sergent Anderson (1 episodi): Jonas Van Dyke Sr